# Anchor tenant

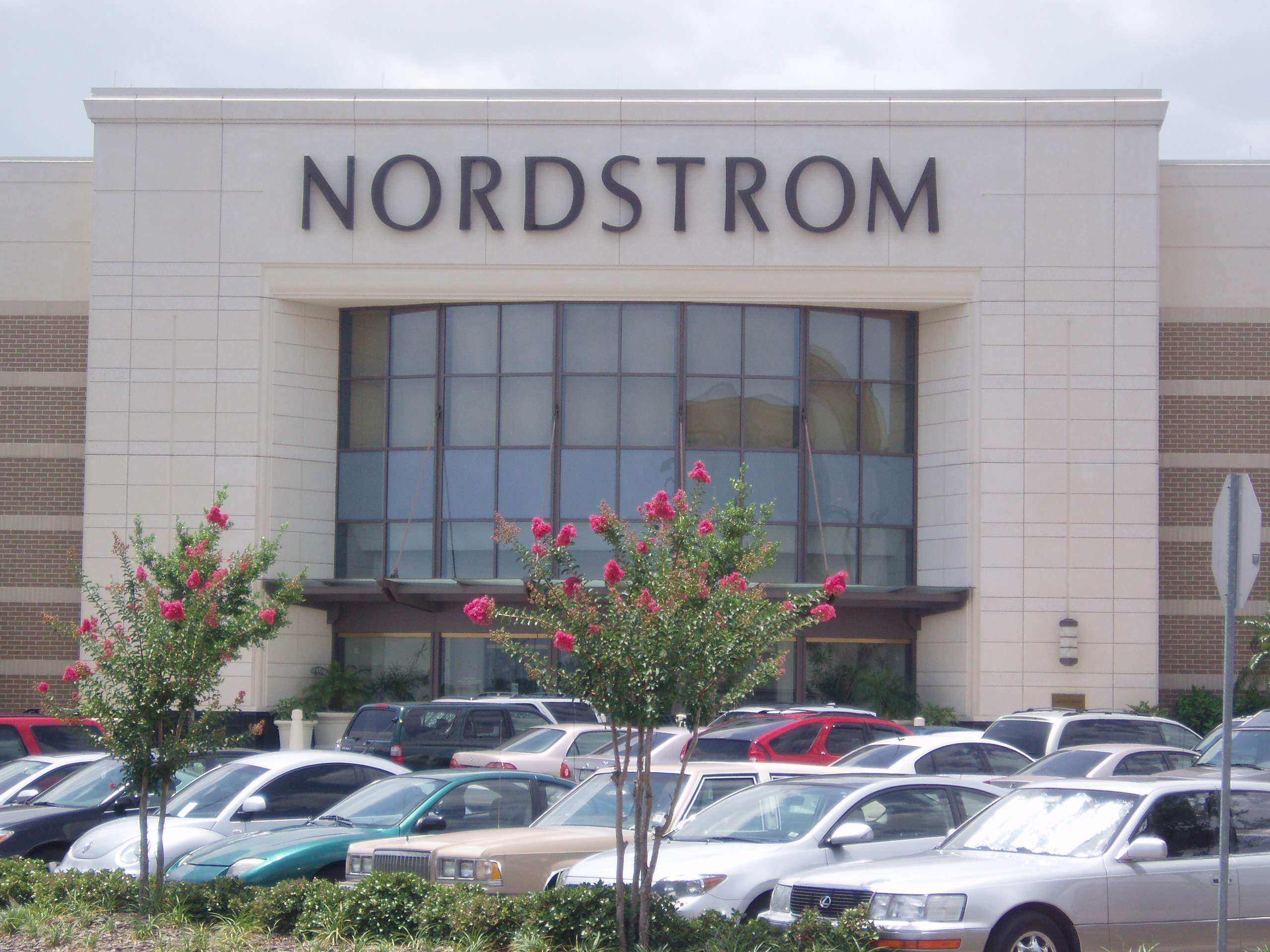
Nordstrom, een voormalige anchor tennant in The Florida Mall in Orlando, Florida

Een anchor tenant ook wel bekend als een "anchor store", "draw tenant", of "key tenant" is de grootste of bekendste huurder in een winkelcentrum of bedrijfsverzamelgebouw. 
Het begrip is overgewaaid uit de Verenigde Staten en werd in eerste instantie alleen gebruikt om de belangrijkste huurder van een winkelcentrum te duiden. De gedachte is dat een grote of belangrijke huurder een grote aantrekkingskracht heeft op het winkelende publiek en er daardoor voor zorgt dat ook de rest van het winkelcentrum goed bezocht wordt. Wanneer een nieuw winkelcentrum wordt ontwikkeld is het voor de eigenaar van groot belang eerst een anchor tenant binnen te halen. Dit gebeurt vooral door het geven van grote huurkortingen.
Het begrip anchor tenant wordt tegenwoordig niet meer alleen gebruikt voor winkelcentra, maar ook voor bijvoorbeeld bedrijfsverzamelgebouwen (ook wel multi tenant-gebouwen) of bedrijventerreinen. Daarbij geldt dat een grote, bekende huurder ervoor zorgt dat andere (kleine) huurders ook graag in hetzelfde gebouw of op hetzelfde terrein willen zitten. Een dergelijke huurder geldt dus in tegenstelling tot de retail branch als aantrekker van medehuurders in plaats van aantrekker van klanten.